# Farol de Jeffrey's Hook
O Farol de Jeffrey's Hook (em inglês Jeffrey's Hook Light) também conhecido como Little Red Lighthouse (Pequeno farol vermelho) é um pequeno farol localizado em Fort Washington Park, no Rio Hudson, em Nova York, sob a Ponte George Washington. Se tornou notável pelo livro infantil de 1942, O Pequeno Farol Vermelho e a Grande Ponte Cinzenta, de Hildegarde Swift, ilustrado por Lynd Ward. O farol fica em Jeffrey's Hook, um pequeno ponto de terra que sustenta a base do píer leste da ponte, que liga o bairro de Washington Heights em Manhattan a Fort Lee, Nova Jersey.

## História

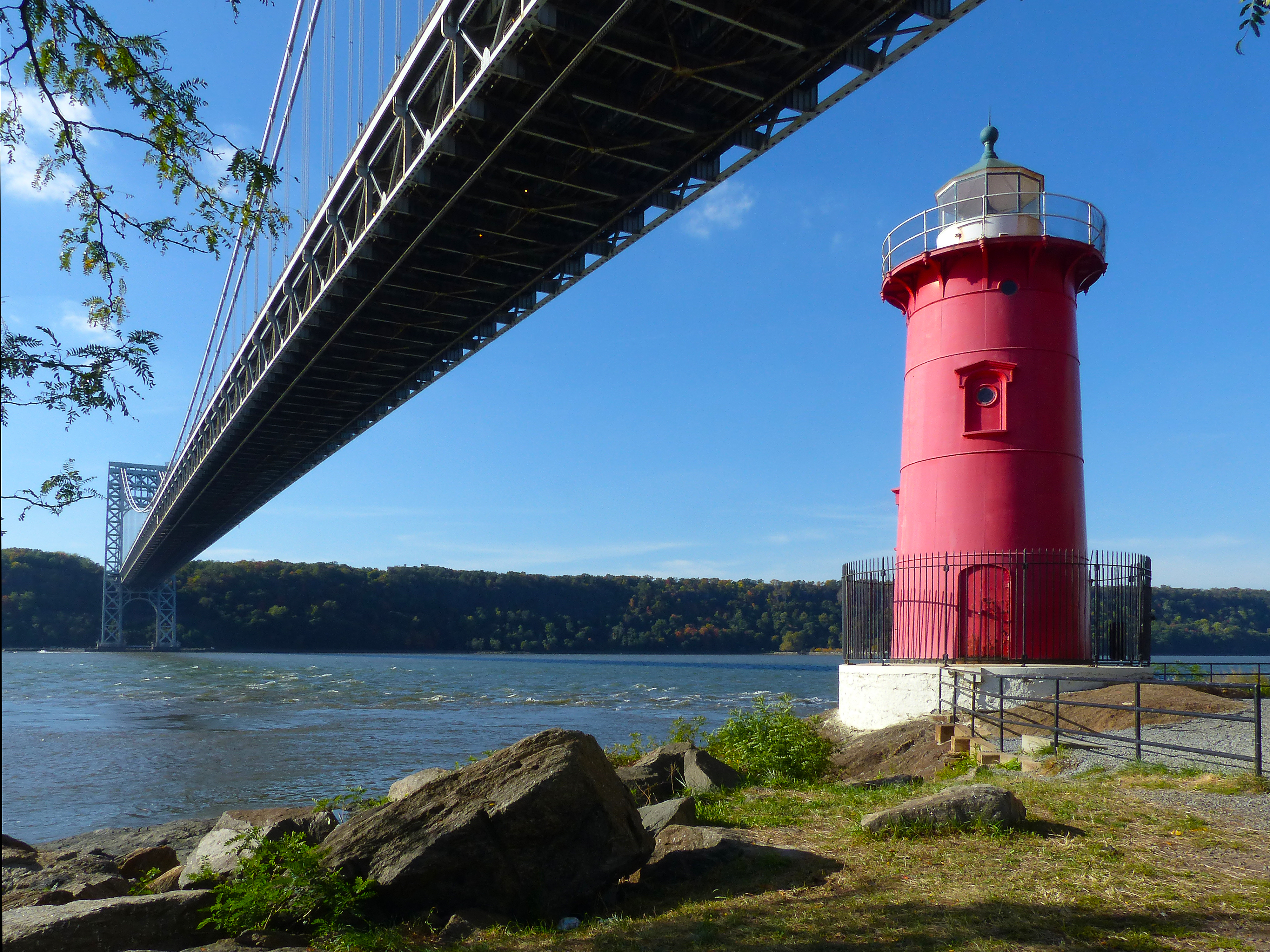
O farol e a ponte

A primeira tentativa de reduzir os acidentes de trânsito do Rio Hudson no teleférico de Jeffrey foi colocar um poste vermelho em um local estratégico. Uma luz de 10 velas foi adicionada ao poste em 1889 para ajudar a alertar o aumento do tráfego do rio para longe da costa durante a noite. A terra ao redor de Jeffrey's Hook foi adquirida pela cidade em 1896 e, mais tarde, tornou-se o Fort Washington Park.
A estrutura atual foi construída como o North Hook Beacon em Sandy Hook, Nova Jersey, onde permaneceu até 1917, quando se tornou obsoleto. Foi reconstruído em sua localização atual em 1921 pela Guarda Costeira dos Estados Unidos como parte de um projeto para melhorar a navegação do Rio Hudson, e originalmente tinha uma lâmpada movida a bateria e um sino de nevoeiro. Foi operado por um guarda-farol de meio expediente.
Quando a Ponte George Washington foi concluída em 1931, no entanto, o farol foi considerado obsoleto pelas luzes de navegação da ponte, e a Guarda Costeira descomissionou-o e apagou sua luz em 1948, com a intenção de leiloá-lo. O desmantelamento proposto do farol resultou em um clamor público, em grande parte de crianças que eram fãs do livro infantil de 1942, O Pequeno Farol Vermelho e a Grande Ponte Cinzenta, de Hildegarde Swift. Isso levou a Guarda Costeira a rebaixar o farol para o Departamento de Parques e Recreação de Nova York em 23 de julho de 1951.
O farol foi listado no Registro Nacional de Lugares Históricos como "Jeffrey's Hook Lighthouse", em 1979, e foi designado como um Marco da Cidade de Nova York em 1991. Em 2002, foi religado pela cidade.
O acesso público ao farol é pela Hudson River Greenway, ao norte da Ponte George Washington, por uma passarela que passa pelo Henry Hudson Parkway, na rua 182 Oeste com a Riverside Drive, e ao sul da ponte por uma passarela na rua 158 Oeste. O caminho do norte é muito íngreme imediatamente ao norte da ponte, enquanto o caminho do sul é plano. As excursões do farol são feitas de maneira infrequente, organizadas pelo Urban Park Rangers do Departamento de Parques, especialmente no dia do Little Red Lighthouse Festival em meados de setembro e no dia da Open House de Nova York em outubro.

## O Pequeno Farol Vermelho e a Grande Ponte Cinzenta
Publicado em 1942, este livro infantil usa a história da construção da Ponte George Washington ao lado do pequeno farol para afirmar a ideia de que até os pequenos são importantes. O livro começa com a introdução do farol e seu trabalho de alertar os barcos no movimentado Rio Hudson de rochas próximas. Toda noite, um homem sobe até o topo do farol e acende sua luz intermitente. Quando há neblina, o homem também liga o farol de nevoeiro. O farol está satisfeito e orgulhoso de seu importante trabalho.

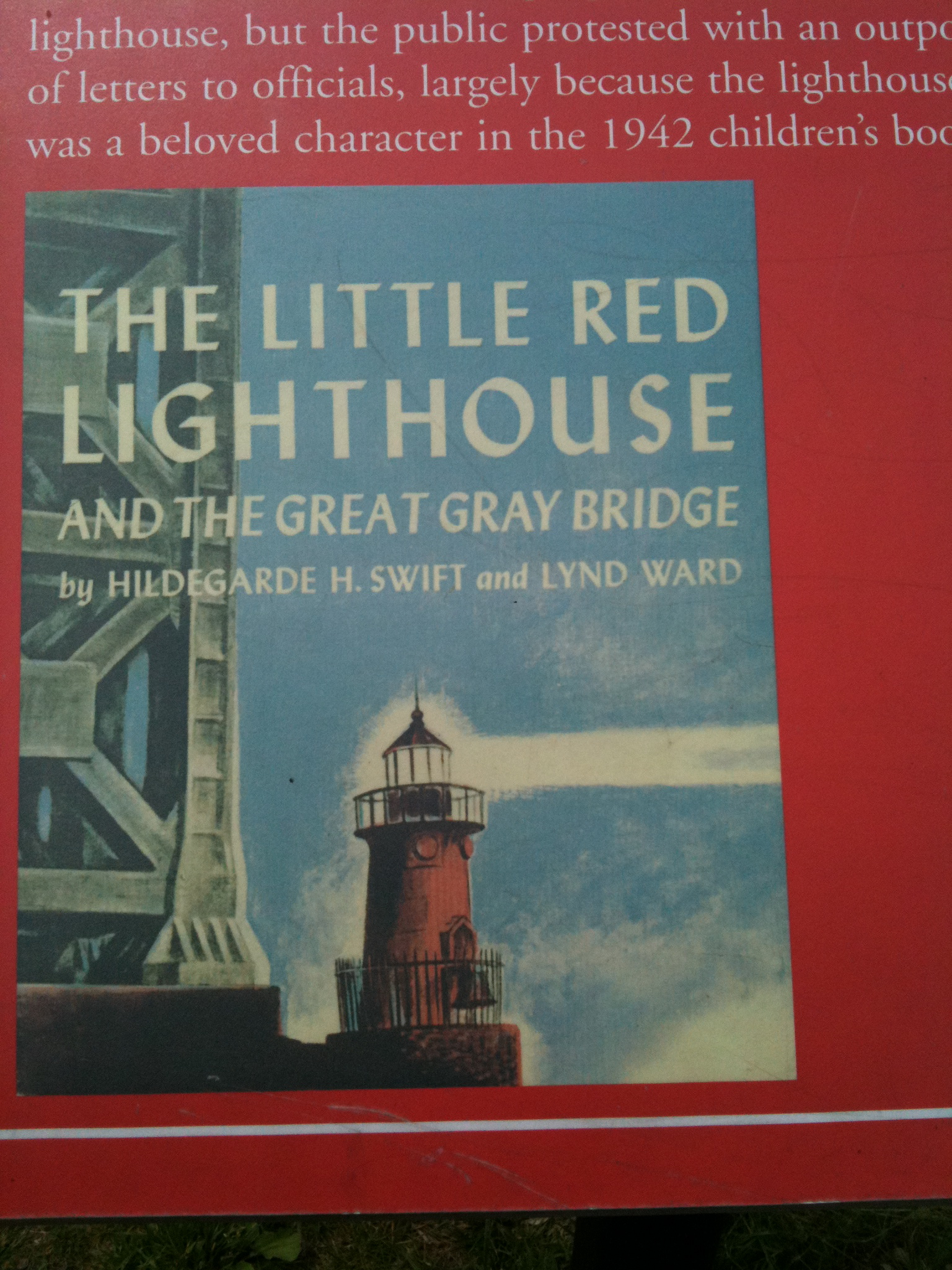
A capa do livro

Na seção intermediária do livro, o farol observa, mistificado, enquanto os homens constroem uma grande ponte cinza bem próxima a ele. Quando a ponte está terminada, ela se eleva acima do farol, que agora parece pequeno e sem importância. Ainda pior, uma noite uma luz começa a piscar no alto da torre da ponte, e o farol está convencido de que não é mais necessário.
Naquela noite, uma tempestade se agita e embota as embarcações. Mas o homem não vem para ativar o farol, confirmando seus medos de que nunca mais brilhe. Mas os barcos não podem ver a luz no alto da ponte, e sem a luz ou o sino do farol, o "fat black tug" bate nas rochas próximas. A ponte clama pelo farol, assegurando que ele ainda é necessário, cada um para seu próprio lugar. O homem finalmente chega, reclamando que alguns garotos roubaram suas chaves. O farol retoma seu trabalho, feliz por ainda ter trabalho a fazer. Embora agora saiba que é pequeno, ainda é muito orgulhoso.
O livro termina incentivando o leitor a ir à Riverside Drive em Nova York e "ver por si mesmo" o farol ao lado da ponte. A "grande ponte cinzenta" é claramente a Ponte George Washington, embora não seja mencionada no livro. A construção da ponte começou em 1927, apenas seis anos após o farol ter sido erguido em sua localização atual e concluída em 1931.

## Galeria de imagens

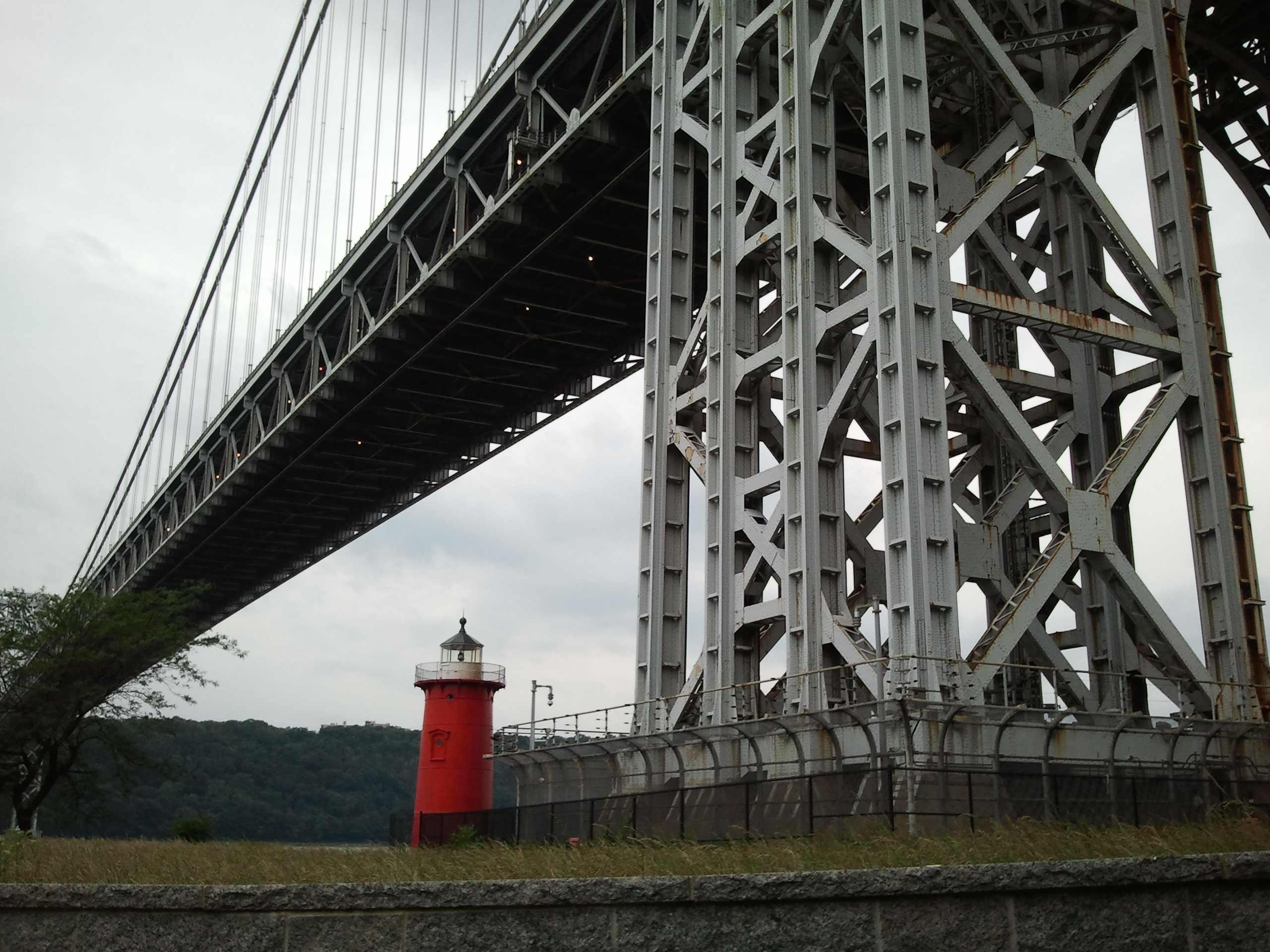
O farol e a ponte
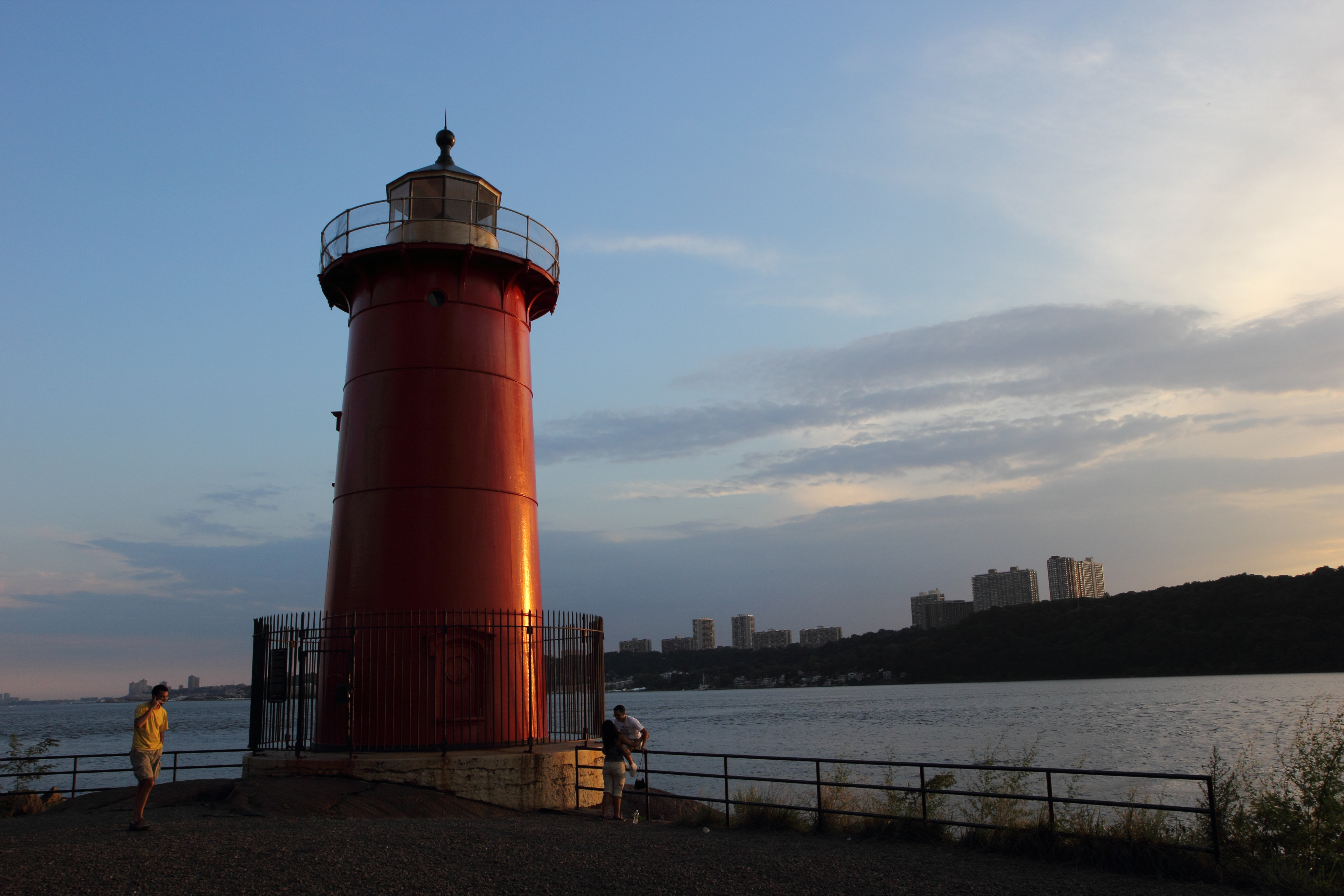
O farol ao entardecer
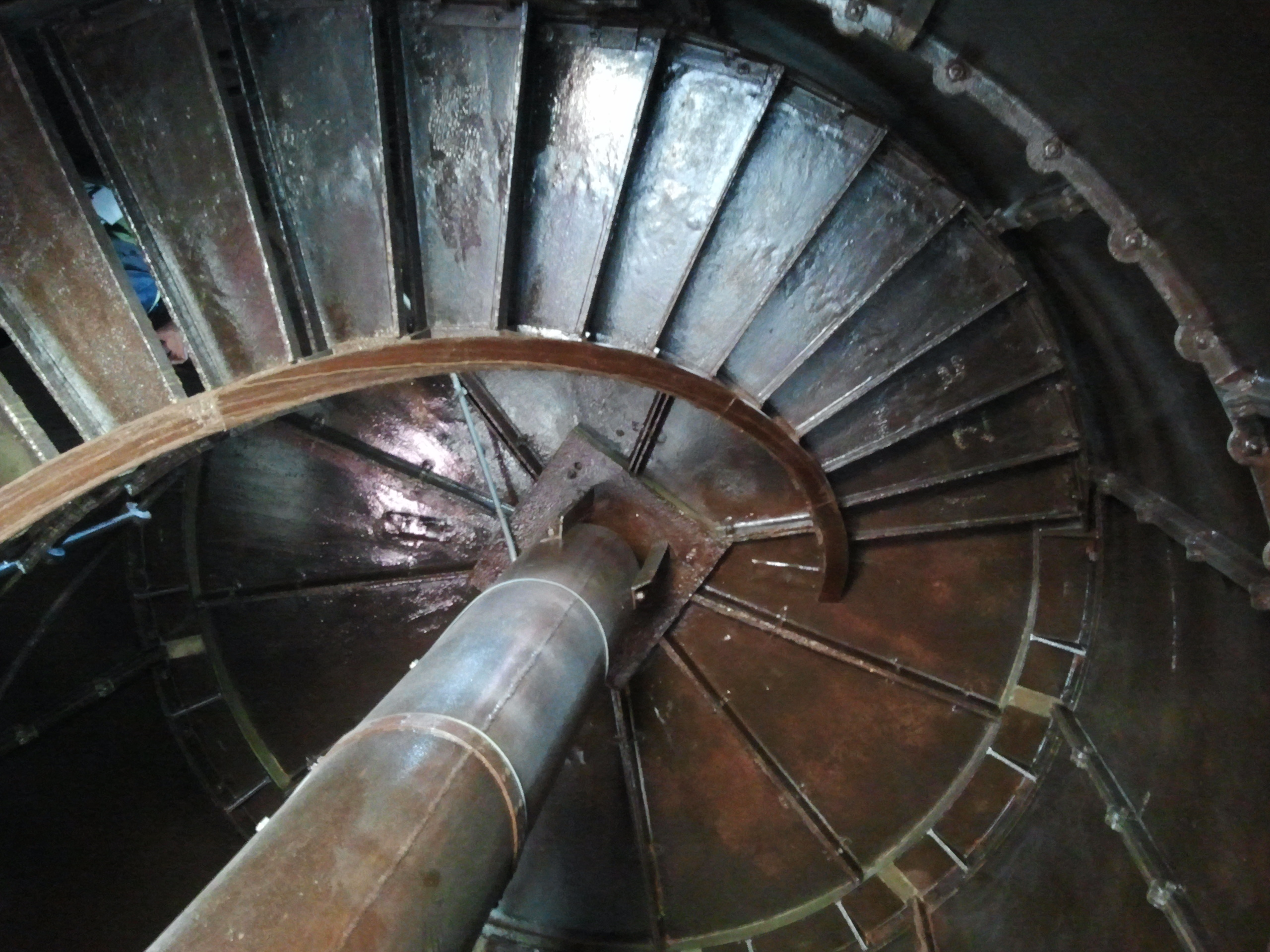
Vista das escadarias internas
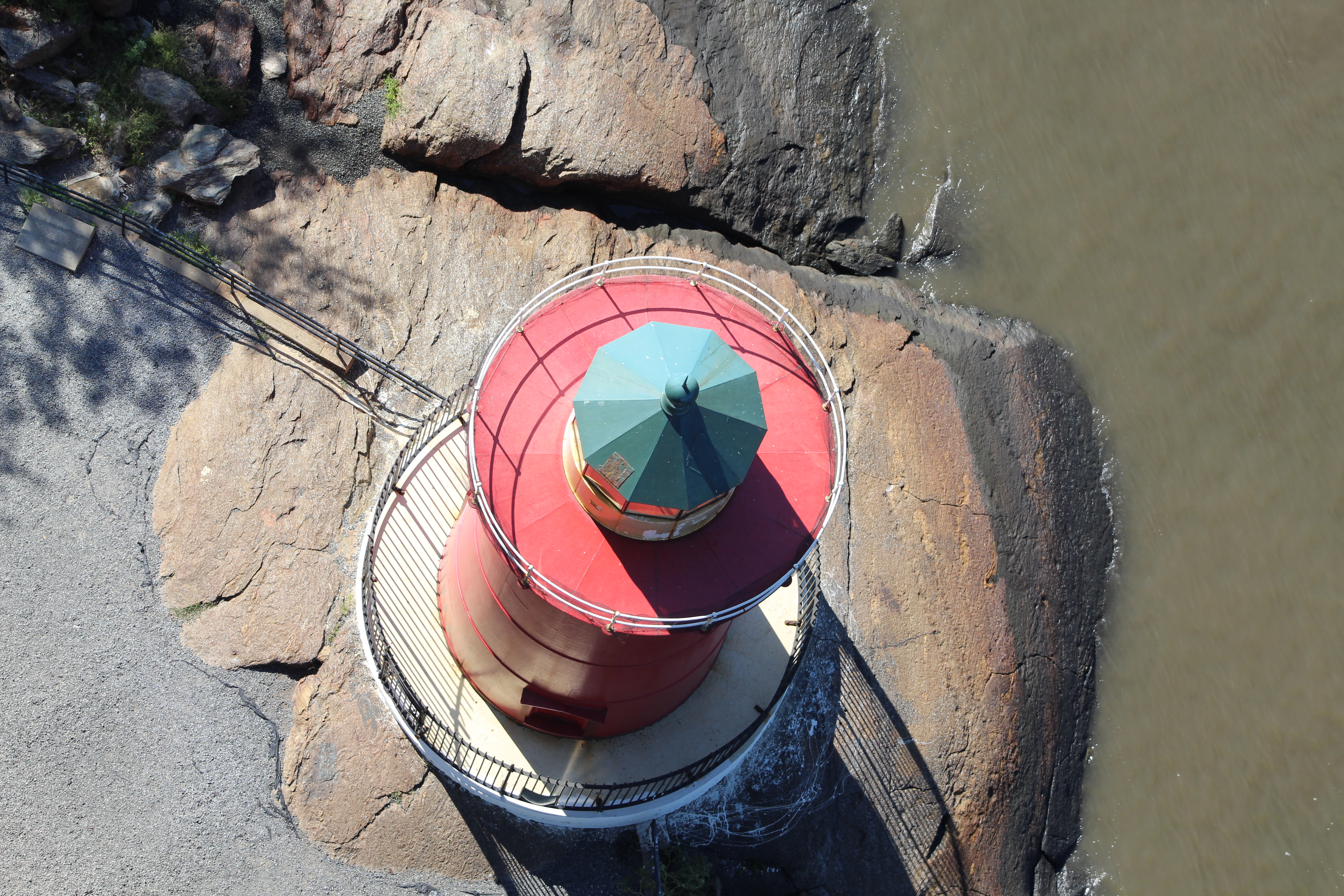
O farol visto por cima
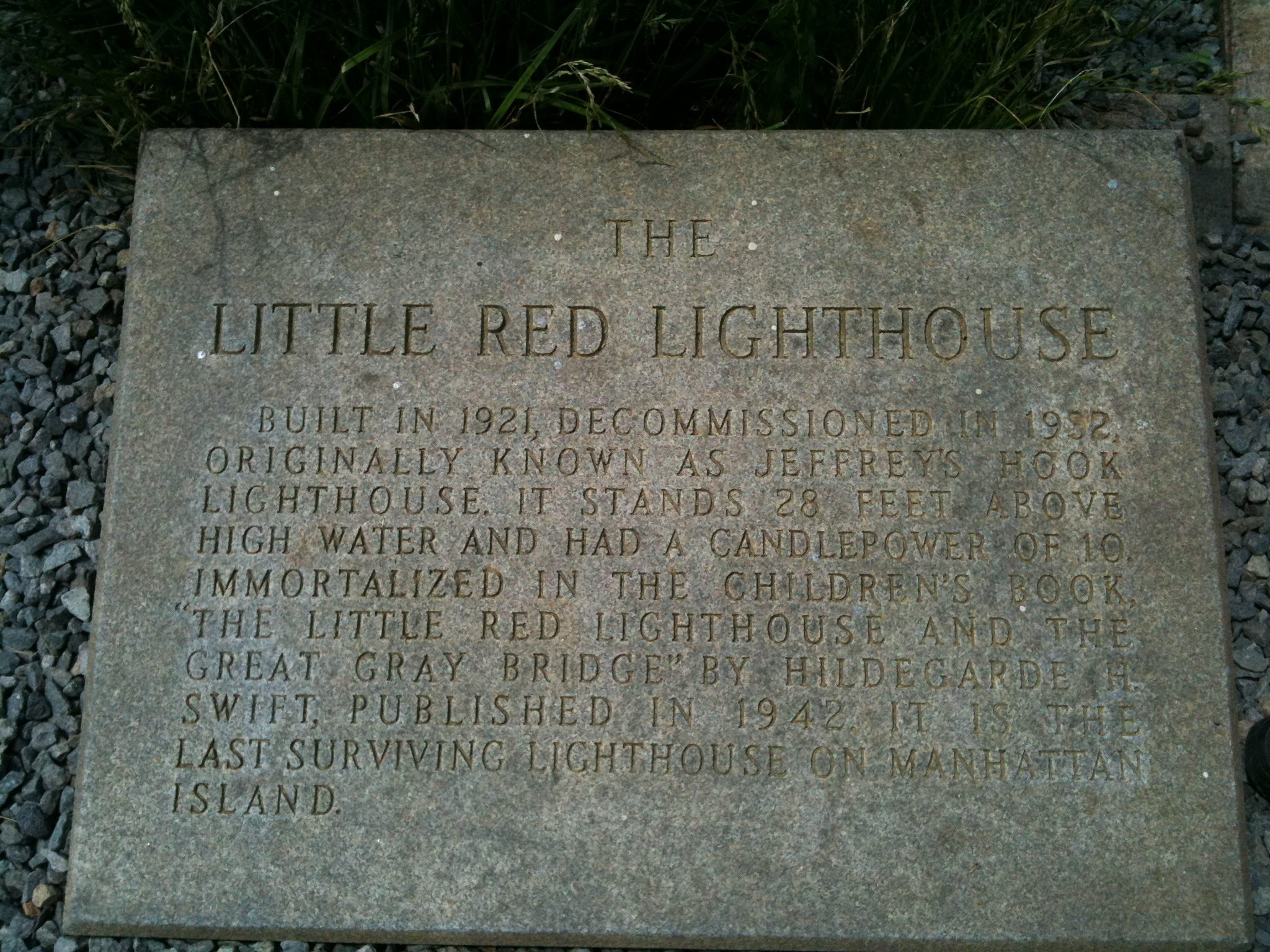
Uma placa em homenagem